# Гильдия межэтнической журналистики
Гильдия межэтнической журналистики — межрегиональная общественная организация журналистов, освещающих межэтническую тематику. Возникла в 2003 году как клуб журналистов, обеспокоенных освещением межнациональной тематики в СМИ.

## Деятельность
Гильдия специализируется исключительно на работах в области межэтнических медиапроектов и социального проектирования. Журналисты Гильдии ведут широкую образовательную деятельность по подготовке молодых журналистов по межэтнической тематике в вузах, участвуют в продвижении идей Стратегии госнацполитики РФ.
- С 2006 года Гильдия осуществляет консультативное сопровождение производства контентной части цикловых радиопрограмм «Народы России»[3] для ГРК «Радио России».

- С 2008 года Гильдия выпускает специализированное печатное издание об этнической жизни страны — газету «Национальный Акцент»[4], которая распространяется как приложение к еженедельнику «Аргументы недели».

- Гильдия является автором идеи проведения ежегодного Всероссийского конкурса на лучшее освещение в СМИ темы межэтнического взаимодействия и этнокультурного развития народов «СМИротворец»[5][6][7], который проводится с 2008 г.[8] По этому направлению сотрудничает с ВУЗами России[9].

- С 2010 года Гильдия регулярно проводит круглые столы, лекции и семинары-тренинги для журналистов по грамотному освещению межнациональной тематики в СМИ[10][11][12][13][14].
- В 2015 — 2017 году проводила курсы и встречи по межэтническому общению для молодежи[15][16][17].

## Структура
Гильдия объединяет журналистов из 45 регионов, региональные отделения существуют в 8 федеральных округах:
- Центральном ФО
- Южном ФО
- Северо-Западном ФО
- Дальневосточном ФО
- Сибирском ФО
- Уральском ФО
- Приволжском ФО
- Северо-Кавказском ФО

Члены Гильдии входят в комиссии Совета по межнациональным отношениям при Президенте РФ, являются экспертами Комитета по делам национальностей Госдумы РФ.

## Руководство
Президент Гильдии — Маргарита Арвитовна Лянге.